# Józef Iwanek
Józef Iwanek pseud. Wójt (ur. 15 lutego 1908 w Klimontowie, zm. 6 maja 1959 w Katowicach) – działacz polskiego, hiszpańskiego i francuskiego ruchu komunistycznego, żołnierz Brygad Międzynarodowych.

## Życiorys
Syn górnika Romana, skończył szkołę powszechną, 1925-1931 był robotnikiem w fabryce lin i drutu w Sosnowcu. Po zwolnieniu pracował przy budowie koszar Marynarki Wojennej w Gdyni i przy wznoszeniu obwałowań wzdłuż Wisły i Nidy w Połańcu i Niekurzy. Od 1935 w KPP, współorganizator strajku robotników ziemnych. Aresztowany i skazany w Staszowie na rok więzienia, VI 1936 zwolniony z więzienia w Sandomierzu. XII 1936 wraz z grupą ochotników z Zagłębia i Górnego Śląska wyjechał do Hiszpanii i wstąpił do batalionu im. A. Mickiewicza, gdzie został sierżantem. Delegat polskiej sekcji w III kompanii batalionu, członek KPH. IV 1938 ciężko ranny w bitwie pod Leridą, ewakuowany do Francji i umieszczony w szpitalu w Paryżu. I 1939 internowany przez władze francuskie. Jesienią 1939 ochotniczo zgłosił się do formującej się Armii Polskiej we Francji, jednak został uznany za niezdolnego do służby wojskowej. Podczas okupacji działał w Paryżu w polskich grupach FPK i Wolnych Strzelców i Partyzantów Francuskich (FTPF). Po wyzwoleniu Paryża 25 VIII 1944 aktywista PKWN i polskiej sekcji związków zawodowych we Francji, VII 1945 udał się z powrotem do kraju, na 3 miesiące zatrzymał się w Czechosłowacji, gdzie był tłumaczem w polskiej ambasadzie w Pradze. Po powrocie wstąpił do PPR, potem PZPR. Pracownik działów kadr m.in. w Wojewódzkiego Urzędu Bezpieczeństwa Publicznego w Katowicach, Ministerstwie Żeglugi, Ministerstwie Handlu Zagranicznego i hucie „Milowice”. 

## Odznaczenia
Odznaczony m.in.
- Krzyżem Kawalerskim Orderu Odrodzenia Polski
- Krzyżem Walecznych.